# Gino Cervi
Gino Cervi; właściwie Luigi Cervi (ur. 3 maja 1901 w Bolonii; zm. 3 stycznia 1974 w Castiglione della Pescaia) – włoski aktor.

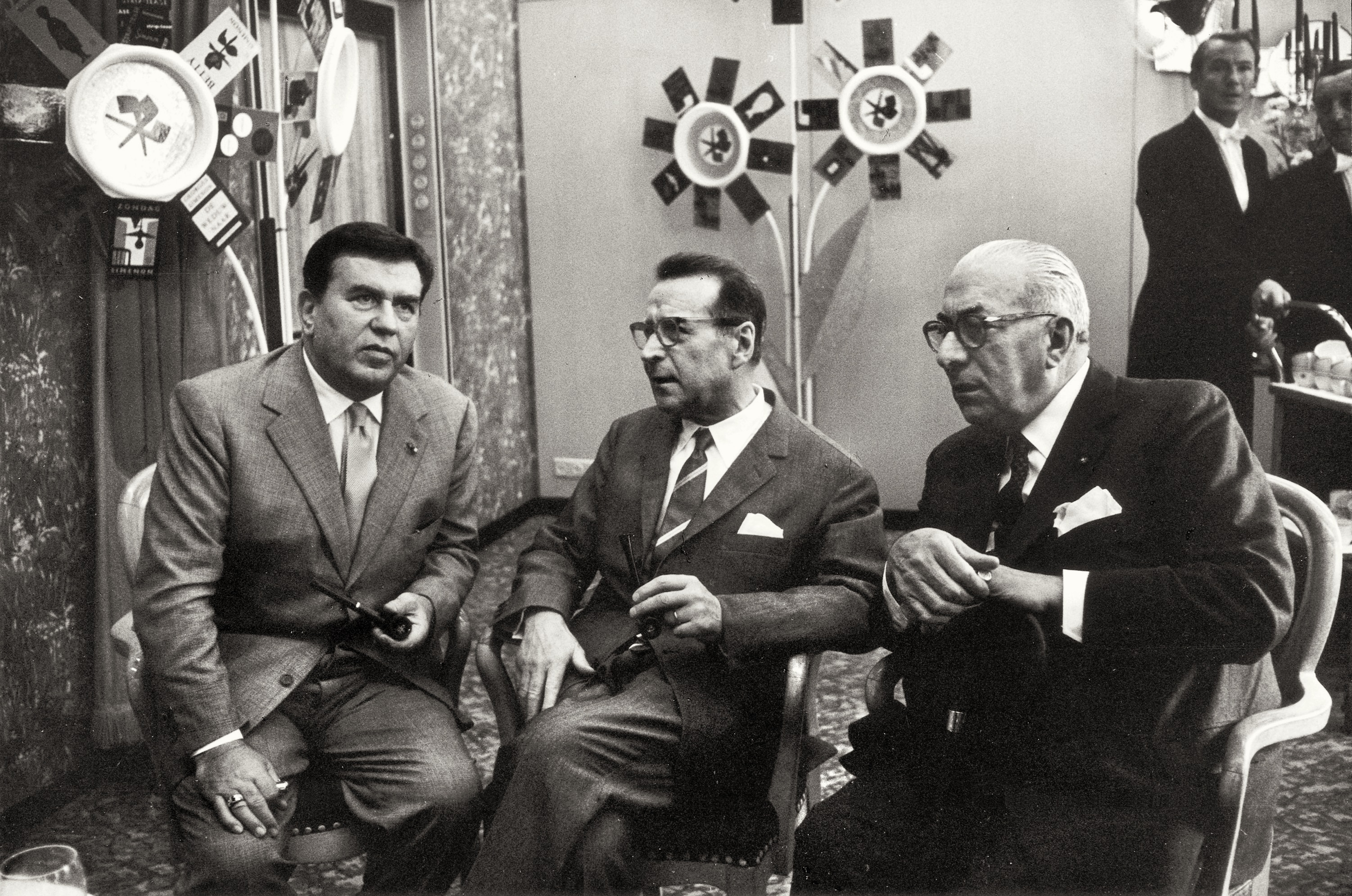
Gino Cervi, Georges Simenon, Arnoldo Mondadori

Aktor znany m.in. z popularnych przed laty, również w Polsce komedii o przygodach wiejskiego proboszcza Don Camillo (w tej roli wystąpił francuski komik Fernandel). W 5 filmach z tej serii Cervi wcielał się w postać komunistycznego wójta Giuseppe Bottazziego, zwanego Peppone; który toczy nieprzerwany spór z miejscowym proboszczem, tytułowym Don Camillem.
W sumie w ciągu swojej aktorskiej kariery zagrał przeszło 100 filmowych ról. Zmarł w Castiglione della Pescaia 3 stycznia 1974 roku, pochowany na Cmentarzu Flamińskim w Rzymie.
Był ojcem reżysera i producenta Tonino Cerviego (1929-2002). Jego wnuczka Valentina (ur. 1976) również jest aktorką.

## Filmografia
- Żelazna korona (1941) jako król Sedemondo
- Podróż w nieznane (1942) jako Paolo Bianchi
- Nędznicy (1948) jako Jean Valjean
- Anna Karenina (1948) jako Enrico
- Kronika pewnej miłości (1950)
- Królowa Saby (1952) jako Salomon
- Mały światek Don Camilla (1952) jako Giuseppe „Peppone” Bottazzi
- Powrót Don Camilla (1953) jako Giuseppe „Peppone” Bottazzi
- Stacja końcowa (1953) jako komisarz policji
- Dama bez kamelii (1953) jako Ercole
- Trzej muszkieterowie (1953) jako Portos
- Gdyby Wersal mógł mi opowiedzieć (1954) jako Cagliostro
- Don Camillo i poseł Peppone (1955) jako Giuseppe „Peppone” Bottazzi
- Maja naga (1958) jako król Karol IV Burbon
- Pod znakiem Rzymu (1959) jako cesarz Lucjusz Domicjusz Aurelian
- Wielki wódz (1959) jako Paulo
- Długa w noc 1943 (1960) jako Carlo Aretusi
- Co za radość żyć (1961) jako Olinto Fossati
- Don Camillo prałatem (1961) jako Giuseppe „Peppone” Bottazzi
- Zbrodnia nie popłaca (1962) jako inkwizytor
- Becket (1964) jako kardynał Zambelli
- Towarzysz Don Camillo (1965) jako Giuseppe „Peppone” Bottazzi